# أسل هامشي
أسل هامشي (الاسم العلمي: Juncus marginatus) نوع نباتي يتبع جنس الأسل وينتمي إلى الفصيلة الأسلية.